# Деева, Наталия Николаевна
Наталия Николаевна Деева — советская, российская пианистка, профессор, заслуженная артистка РФ.

## Биография
В 1973 г. с отличием окончила Центральную музыкальную школу при Московской консерватории. В 1978 г. с отличием окончила Московскую консерваторию (класс В. К. Мержанова), в 1982 г. — ассистентуру-стажировку Московской консерватории.
С 1978 г. преподаёт на Военно-дирижёрском факультете при Московской консерватории (с 2006 г. — Институт военных дирижёров Военного университета), 1980 г. — заведующая кафедрой общего фортепиано. Ведёт также лекционный курс «История исполнительского искусства» для дирижёров-стажёров. С 2001 г. одновременно — профессор межфакультетской кафедры фортепиано Московской консерватории.
Выступает с сольными концертами и оркестрами, имеет звукозаписи.
Состоит в благотворительном совете Московского фонда культуры, является вице-президентом Музыкального фонда имени А. Д. Артоболевской. Входила в жюри конкурсов юных пианистов имени А. Д. Артоболевской (1996, 1999, 2002).

### Избранные сочинения
Музыкальные сочинения
- Сюита для фортепиано с оркестром (1999)
- Осенний триптих (2002)
- Пьесы для саксофона-альта и фортепиано (1997, 2002)
- Вокально-инструментальные сочинения

Научные труды. Издания. Публикации
Автор:
- О фортепианном искусстве С. Рахманинова, Н. Метнера. — М., 1996.
- Краткий курс истории фортепианного искусства. — М., 1997.
- Третий открытый Московский конкурс юных пианистов имени А. Д. Артоболевской. Буклет. — М., 2002.
- Ф. Лист — пианист и дирижёр.
- Фортепиано для дирижёров : Учебник.

Составитель:
- Сборник фортепианных ансамблей. — М., 1988.
- Фортепианные ансамбли С. В. Рахманинова. — М., 1996.
- Увертюры русских композиторов : в 2-х ч. — М., 1996.
- Пьесы для духовых инструментов и фортепиано. — М., 1997.

## Награды и признание
- диплом и приз «Хрустальный рояль» Пятого Всесоюзного конкурса музыкантов-исполнителей (Ленинград, 1977)
- диплом и специальный приз первого конкурса имени С. В. Рахманинова (Москва, 1983)
- Заслуженная артистка РФ (1999).